# Porte de ville (Camaret-sur-Aigues)
La porte de ville de Camaret-sur-Aigues est une porte monumentale, permettant le passage des remparts de la ville de Camaret-sur-Aigues, dans le Vaucluse. Elle est inscrite au titre des monuments historiques.

## Description
Encadrée de 2 tours, elle est surmontée d'une horloge et d'un campanile en fer forgé.